# Monroeville (Indiana)
Monroeville è un comune degli Stati Uniti d'America, situato nello Stato dell'Indiana, nella contea di Allen.